# Ah ! Le petit vin blanc
Ah ! Le petit vin blanc est une chanson française écrite en 1943 sous forme de valse musette par Jean Dréjac, composée par Charles Borel-Clerc, et chantée par Lina Margy. La chanson a été créée pour Michèle Dorlan, mais c'est l'interprétation de Lina Margy qui est la plus célèbre.

## Historique

### Composition et interprétations
Ah ! Le petit vin blanc est née de l’association de Jean Dréjac, auteur débutant de 20 ans, et de Charles Borel-Clerc, compositeur sexagénaire, vétéran de la chanson. C’est au début des années 1940, à l’occasion d’un petit séjour dans une auberge des bords de Marne face à l’Île d’amour, que Jean Dréjac trouve l’inspiration, le printemps et le petit vin blanc aidant. Il présente ses textes au compositeur à succès Charles Borel-Clerc, célèbre grâce à ses chansons notamment interprétées par Maurice Chevalier à la fin des années 1930 (Le Chapeau de Zozo, Ma pomme).
Écrite en 1943, la chanson devient l'emblème de certaines radios collaborationnistes sous l'occupation.
Recréée en 1944 et interprétée par Lina Margy, la chanson s’inscrit immédiatement dans le patrimoine français. Sa commercialisation en « petit format » (la partition populaire de l’époque) a battu le record des ventes avec ses 1,5 million d’exemplaires…
Cette chanson reste la plus populaire du répertoire de son auteur, de son compositeur et de son interprète avec une étrange invitation à la fête à une époque sombre de l’histoire. Bien des années plus tard, à la Fête de l’Humanité dont il était un habitué, Jean Dréjac expliquera que la chanson traduisait « la gaieté » de la Libération. Ensuite, elle a été transmise par les fêtes familiales et beaucoup de jeunes la chantent encore aujourd’hui. Ah ! Le petit vin blanc, dans son texte, fait référence à la ville de Nogent-sur-Marne qui, d’ailleurs, s’autoproclame depuis longtemps « la ville du petit vin blanc ».

### La valse dans les bals musette du bord de Marne
La mélodie est jouée en majorité à l’accordéon accompagné d’un orchestre musette. Nogent-sur-Marne était d’ailleurs (et est toujours) bien connue pour ses guinguettes situées en majorité sur les bords de la Marne. De nombreux orchestres de bal musette s’y succèdent, de nombreux danseurs ou titis venus « guincher » et s’« encanailler » font tournoyer leur cavalière aux rythmes effrénés de l’accordéon, notamment le dimanche après-midi. Les guinguettes étaient particulièrement nombreuses durant leur âge d’or, vers 1900. Elles se raréfièrent ensuite progressivement. À Joinville-le-Pont, l’une des plus célèbres avec « Le Petit Robinson » (fermée en 2007) est « Chez Gégène », toujours en activité début décembre 2024.

### La «Fête du petit vin blanc» à Nogent-sur-Marne
C’est en juin 1954 que, à la suite de la popularité de cette chanson, fut organisée à Nogent-sur-Marne la « Fête du petit vin blanc » sous l’égide de Roland Nungesser (qui sera maire de Nogent de 1959 à 1995). Tous les deux ans, durant deux jours consécutifs de juin, la fête réunissait, en défilés ou concerts, de nombreuses fanfares venues de différentes villes européennes, notamment celles faisant partie de jumelages entre villes comme la ville allemande de Siegburg et la ville suisse d’Yverdon-les-Bains, mais également de villes des Pays-Bas. Des majorettes (dont celles du quadrille de Nogent) ouvraient les défilés, suivies par les fanfares et par des chars fleuris d’où on lançait des confettis multicolores. La fête se clôturait par un feu d’artifice tiré sur les bords de Marne.

### Hommages
En hommage à Jean Dréjac qui fit connaître Nogent-sur-Marne dans le monde entier, la Ville a inauguré, le 10 février 2007, en présence, notamment, de Claude Lemesle, président du Conseil d’administration de la Sacem, et de Frédéric Brun, fils du célèbre auteur-compositeur-interprète, un square du Petit-Vin-Blanc et une allée Jean-Dréjac.

## Reprises
La chanson a été reprise par de nombreux artistes tels que :
- Josy Andrieu
- Luc Barney
- René Binamé
- Lucienne Boyer
- Alys Robi
- Patrick Bruel (sur scène[8]).
- Le chanteur sans nom
- André Claveau
- Jean-Jacques Debout
- Michèle Dorlan
- Jean Dréjac
- Jack Lantier
- Francis Lemarque
- Jean Lumière
- Roberte Marna (chanté en 1945)
- Zappy Max
- Jean Nora
- Georgette Plana (au Pavillon Baltard)
- Colette Renard
- Tino Rossi
- Jean Sablon (Nogentais durant sa jeunesse)
- Jean-Marc Thibault[9]
- Jean Veldy
- Chorale Vent d'Est (au Perreux-sur-Marne, à l'occasion du concert de leur 30e anniversaire en 1990).
- Laurent Voulzy (Nogentais durant toute sa jeunesse)

Et est également jouée à l'accordéon par :
- Aimable,
- Yvette Horner (qui fut Nogentaise de 1955 à 2005),
- Maurice Larcange,
- Jo Privat,
- André Verchuren, et par bien d'autres accordéonistes...

Cette valse est aussi un grand « classique » des orgues limonaires ou de Barbarie.

## Autour de la chanson
Goscinny fait allusion à deux reprises à cette chanson dans sa bande dessinée Astérix. Il s'agit, dans les deux cas, d'une parodie des premiers mots qui composent le refrain : « Ah ! Le petit vin blanc, qu'on boit sous les tonnelles » :
- Assurancetourix chante « C'est le petit vin blanc, qu'on boit sous les dolmens... » dans Astérix gladiateur,
- Les chefs de la délégation romaine chantent « Ah, le petit vin blanc, qu'on boit sous les colonnes... du côté d'l'acropoooole » dans Astérix aux Jeux olympiques.

L’accordéoniste Félicien Brut a imaginé dans une vidéo humoristique (disponible via YouTube) que l’auteur de la chanson serait, en fait, Beethoven.